# 九七式手榴弾
九七式手榴弾（きゅうななしきてりゅうだん）は、1937年（昭和12年・皇紀2597年）に大日本帝国陸軍（以下、陸軍）で開発された手榴弾である。

## 概要
九七式手榴弾の開発以前、陸軍で使用していた代表的手榴弾として九一式手榴弾が存在する。九一式手榴弾は底部に推進用の装薬室が装着され、通常の手投げから擲弾筒の利用も可能だった。しかし、擲弾筒利用の目的から遅延時間は7-8秒と長く、投擲しても敵兵が投げ返してくることが多かった。
昭和12年9月15日の兵第七四八号通牒により、陸軍は擲弾筒兼用ではなく手投げ専用の手榴弾の開発を行った。対応を急いだことと、従来の九一式曳火手榴弾に改修を加えただけのものであることから、機能試験を実施しておらず、昭和12年10月2日には仮制式が上申されている。そして、昭和12年に誕生したのが九七式手榴弾である。

## 構造

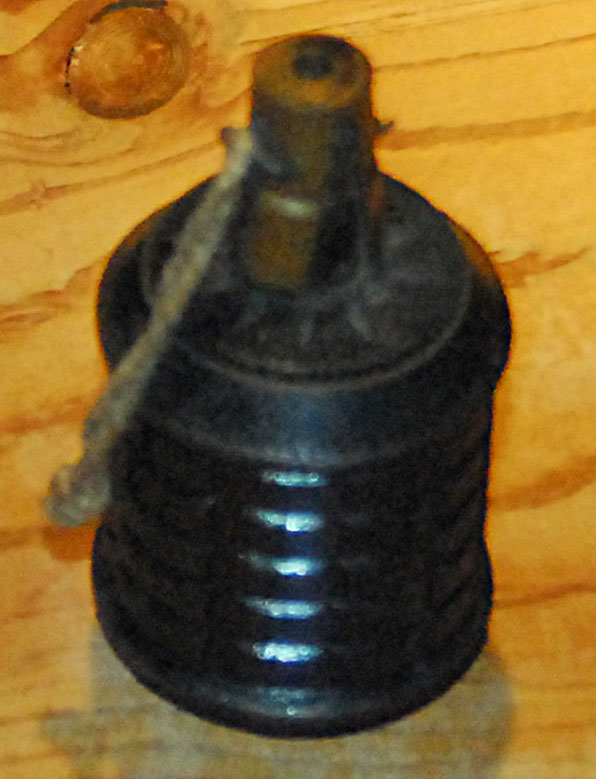
九七式手榴弾
ホノルルの陸軍博物館収蔵品

目的は、破片によって人馬を殺傷することであり、防御型手榴弾に分類される。形状は円筒型であり、鋳鉄製の弾体の外面には筋目が施されている。これは、炸裂によって適当な大きさの破片を多数生成しようとする意図があった。ただし、破片の効果的な生成には、外部ではなく内部に筋目を入れなければ効果がない。手投げ専用の目的から、擲弾筒用の推進用装薬室は廃止された。炸薬はTNT火薬（茶褐薬）65gが用いられ、弾体に圧搾直接充填されている。
弾体の上部に、起爆筒と呼ばれる銅製の信管が装着されている。信管は曳火手榴弾九七式信管を用いる。これは、曳火手榴弾十年式信管と構造機能はほぼ同じだが、火道薬の長さが20mmに短縮されている。管薬の長さは15mmとされた。これにより遅延時間が7-8秒から4-5秒に短縮されている。起爆筒の外部には区別のための注意書きが「四-五秒」と刻印され、また、被帽（キャップ）に紫色標識が付けられている。信管用の火薬には茗亜薬と雷汞を充填している。さらに、信管筒側面には小さな穴が存在し、使用前には保護のため金属箔でふさがれ、信管作動中には遅延薬の燃焼煙を外部に逃がすことができたが、使用者の手に火傷を負わせる危険性があった。信管内の撃針は、不用意に雷管を叩かぬ目的から信管上部の被帽（キャップ）とともに安全ピンで固定されている。輸送中の事故を防止するため、工場出荷時の状態では、撃針が誤って前進しても雷管に届かないようになっている。そのため、使用に先立ち、いったん安全ピンと被帽を取り外し、撃針をねじ込んでおく必要があった。
また、九一式手榴弾との誤使用を防ぐ目的を含め、弾底にも標識紙が貼られ、「延期秒時四-五秒」と印刷されている。これにより、九一式手榴弾との区別を行っている。
使用方法は、まず起爆筒に付属している安全ピンを抜いた後に、起爆筒を鉄帽など硬質物に叩きつけ、内部の導火線部に摩擦発火させ投擲を行う。他国の打撃信管方式と共通する特性として、スプリングによって自動的に信管に点火させる方式の手榴弾に比べ、発火に要する動きが1つ多い。
九七式手榴弾は手投げ専用に設計されてはいるが、九九式短小銃や三八式歩兵銃に装着して使用する簡易擲弾器も考案されている。